# Луми
Луми — сушёный лайм. Пряность, используемая в странах Ближнего Востока и Персидского залива. Свежий лайм варят в солёной воде, а затем сушат на солнце до полного выпаривания жидкости. В это время лайм темнеет, поэтому его ещё называют «чёрный лайм». Луми сохраняет кислоту и горечь лайма, а также приобретает  некие копчённые нотки вкуса . Готовый луми измельчают до порошкообразного состояния, а затем смешивают с другими специями или используют самостоятельно. Чаще всего луми добавляют в блюда из риса. Эту пряность используют также при приготовлении блюд из мяса, рыбы, бобов. Луми добавляют и в рагу, а также в первые блюда.